# Sarrageois
Sarrageois là một xã trong vùng hành chính Franche-Comté, thuộc tỉnh Doubs, quận Pontarlier, tổng Mouthe. Tọa độ địa lý của xã là 46° 43' vĩ độ bắc, 06° 12' kinh độ đông. Sarrageois nằm trên độ cao trung bình là 950 mét trên mực nước biển, có điểm thấp nhất là 920 mét và điểm cao nhất là 1314 mét. Xã có diện tích 13.22 km², dân số vào thời điểm 1999 là 106 người; mật độ dân số là 8 người/km².

## Thông tin nhân khẩu
| 1962 | 1968 | 1975 | 1982 | 1990 | 1999 |
| ---- | ---- | ---- | ---- | ---- | ---- |
| 105  | 117  | 110  | 83   | 78   | 106  |

## Địa điểm tham quan
Nhà thờ của Sarrageois được xây năm 1682.